# Reaxys
Reaxys es una herramienta basada en la web para la recuperación de información química y datos de la literatura publicada, incluyendo revistas y patentes. La información incluye compuestos químicos, reacciones químicas, propiedades químicas, datos bibliográficos relacionados, datos de sustancias con información de planificación de síntesis, así como procedimientos experimentales de revistas y patentes seleccionadas.  Está licenciado por Elsevier.
Reaxys se lanzó en 2009 como sucesor de las bases de datos CrossFire. Fue desarrollado para proporcionar a los químicos de investigación acceso a información actual e histórica, relevante, orgánica, inorgánica y de química organometálica, a partir de fuentes confiables a través de una interfaz fácil de usar.

## Ámbito de aplicación y acceso
Uno de los principales objetivos de Reaxys es proporcionar a los químicos de investigación acceso a datos medidos experimentalmente - reacciones, físicas, químicas o farmacológicas - en una plataforma universal y objetiva. El contenido incluye información sobre productos orgánicos, medicinales, sintéticos, agrícolas, finos, catalizadores, inorgánicos y químicos de procesos, así como información sobre estructuras, reacciones y citas. Las características adicionales incluyen un planificador de síntesis y acceso a información de disponibilidad comercial. Desde su lanzamiento, Reaxys ha sido objeto de actualizaciones y mejoras periódicas, incluida la búsqueda de similitudes.
Reaxys proporciona enlaces a Scopus para todos los artículos coincidentes e interoperabilidad con ScienceDirect. El acceso a la base de datos está sujeto a un acuerdo de licencia anual.

## Datos fundamentales
El contenido cubre más de 200 años de química y ha sido extraído de varios miles de títulos de revistas, libros y patentes. Hoy en día, los datos se extraen de revistas seleccionadas (400 títulos) y patentes de química, y el proceso de extracción de cada reacción o datos de sustancias incluye la necesidad de cumplir tres condiciones: 
1. Tiene una estructura química
2. Se apoya en un hecho experimental (propiedad, preparación, reacción)
3. Tiene una cita creíble

Las revistas cubiertas incluyen "Advanced Synthesis and Catalysis", "Journal of American Chemical Society", "Journal of Organometallic Chemistry", "Synlett" y "Tetrahedron".
Las patentes en Reaxys provienen de las Clases de Patentes Internacionales:
- C07 Química Orgánica
- A61K e IPC secundario C07[Preparados medicinales, dentales y cosméticos]
- A01N
- C09B Tintes